# Смиљка Исаковић
Смиљка Исаковић (Београд, 23. март 1953) је српска чембалисткиња. Поједини критичари је називају „првом дамом чембала“ и „краљицом чембала“, магистрирала је два инструмента: клавир на Музичкој академији у Београду и Конзерваторијуму „Чајковски“ у Москви, а чембало у Краљевском конзерваторијуму у Мадриду.
Наступала је широм „старе“ Југославије на свим већим фестивалима музике, широм Европе (Италија, Грчка, Аустрија, Белгија, Немачка, Швајцарска, Француска, Велика Британија, Чешка, Словачка, Русија, Португал, Шпанија, Кипар), Исланд, затим у САД, Јужној Америци и на Куби.
Снимила је неколико ЛП плоча и ЦД за издавачке куће у земљи и иностранству. Интензивно је снимала за радио и телевизије. Предаје на мајсторским курсевима и пише текстове о музици.

## Школовање и професионални развој
- 1971 - дипломирала Америчку средњу школу у Атини (Грчка)
- 1974 - дипломирала клавир на Музичкој Академији у Београду
- 1979 - магистрирала клавир на Факултету музичке уметности у Београду
- 1978/80 - постдипломска специјализација клавира на Конзерваторијуму „Чајковски“ у Москви (СССР)
- 1981-1984 - студије чембала на Краљевском Конзерваторијуму у Мадриду (Шпанија)
- 1981-1984 - специјализација чембала и барокне музике у Шпанији (Билбао, Гранада, Сантијаго де Компостела) и Италији (Венеција)
- 1989 - магистар уметности - чембалиста (ФМУ, Београд)
- 2008 - докторирала на тему „Интерполација менаџмента у области музичко-сценских уметности“

## Уметничка активност
- Соло рецитали, камерна музика и члан ансамбала, наступи: Италија, Аустрија, Белгија, Швајцарска, Немачка, Француска, Велика Британија, Чешка Република, Русија и бивши СССР, Португал, Шпанија, Грчка, Кипар...), у САД, Јужној Америци и на Куби.
- Увек је деловала као амбасадор наше музике у свету, од 1978. године до данас, представљајући наше композиторе у својим програмима.
- Смиљка Исаковић је један од ретких музичара који је наступио у сали „Даг Хамаршелд“ у згради Уједињених нација у Њујорку
- Од наших уметника једина је свирала у сали Фондације „Губелкијан“ у Јеревану (Јерменија), „затвореном граду“ Николајеву (Украјина), у Холивел Мјузик Рум (концертна сала у Оксфорду из времена Хендла и Моцарта), као и у многим другим елитним дворанама света.
- У бившој Југославији, Србији свирала је на свим најпрестижнијим фестивалима.
- Запажени су пројекти „Етно Евро Балканика“(2004), „Времеплов“(2005) и „Лудус Мусикус“(2006), за које је номинована за годишњу награду града Београда.
- Међу пет музичких догађаја који су обележили СЦГ 2002. године налази се концерт Смиљке Исаковић, на Мокрањчевим данима у Неготину (Блиц).
- Снимила је неколико ЛП плоча и компакт-дискова за издавачке куће у земљи и иностранству (САД).
- Снимала за радио и телевизију у бившој Југославији, Србији и иностранству. Серија „Чембало у четири слике“ снимљена за РТС учествовала је на телевизијском такмичењу у Прагу 1999. године, а затим је снимљена на ВХС издање (ПГП РТС)

## Посао
- 1977- 1996 - слободни уметник
- 1981-1984.- професор репертоара на елитном конзерваторијуму за соло певање, „Ескуела дел Канто“, у Мадриду
- 1987/8 - мајсторски курсеви чембала у Међународном уметничком кампу Музичке омладине, у Грожњану
- 1992-1996. - професор клавира и камерне музике у Грчкој, на државним Конзерваторијима у Лариси и Кардици.
- 1996-2008. - запослена у музичкој школи „Мокрањац“ у Београду, као професор камерне музике
- 2001-2005 - уредник музичког програма сале „Мокрањац“
- од 2008. године - доцент на Факултету за културу и медије Мегатренд универзитета

## Остале активности
- 1972 - 2006 - музичке критике и текстови о музици, за листове : Студент, Епоха и Борба, за Други програм Радио Београда (Културни дневник), и за новинску агенцију СРНА (РС).
- 1986-1990. - председник Извршног одбора СИЗ-а културе града Београда, као и члан Савета Међународног такмичења Музичке омладине, БЕМУС-а и Југоконцерта.
- 1985-1992 - члан Председништва УМУС-а (Удружења музичких уметника Србије)

## Међународне активности и признања
- Међународна енциклопедија познатих музичара („International Who is Who in Music“), Кембриџ (Велика Британија)
- Међународни лексикон „5000 личности света“, као „Прва Дама чембала“, Амерички биографски институт (АБИ)
- 1991 - номинована за „Жену године“ (Амерички биографски институт)
- 1985 - Међународна енциклопедија чембалиста и оргуљаша (Санкт Петербург)
- 1991/1995 -Ко је ко у Србији
- 1997 - престижна међународна Масарикова награда за уметност, коју успешним уметницима сваке године додељује Масарикова Академија за уметност са седиштем у Прагу. Пре Смиљке Исаковић ову награду за музику добио је Лучано Павароти.
- 2003 - Номинована је за „Међународног музичара 2003“ (Кембриџ, Велика Британија), признање је добила јула 2003. године.
- 2005 -Златна значка Културно просветне заједнице Србије, за несебичан, предан и дуготрајан рад и стваралачки допринос ширењу културе.

## Други о Смиљки Исаковић
- „Виртуоз који покорава свет врховима прстију: Смиљка Исаковић, Прва Дама чембала Југославије, тренутно припада плејади највећих чембалиста света“.(Единбург, „Скотсман“)
- „Краљица чембала: чудо свежег, неуобичајено надареног, стваралачког и интерпретационог откровења“. (Острава, Фестивал „Јаначек“)
- „Она свира, као што се и облачи, екстравагантно и елегантно. Њено свирање је суптилно и бриљантно, пуно изузетне тензије и извођачке виталности“. (Лондон Тајмс)
- „Бриљантно извођење чембалисткиње Смиљке Исаковић: Словенског порекла, латинског темперамента, одушевила је публику“. (Нова Венеција)
- „Били смо привилеговани да присуствујемо концерту Смиљке Исаковић“. (Куба, Гранма)
- „Смиљка Исаковић приказала обиље музикалности, темперамента и технике: Постоје уметници обдарени таквом личношћу и импулсом, којима освајају аудиторијум од првог такта. Ова уметница спада у ту ретку категорију“. (Шпанија, Ел Норте де Кастиља)
- „На концерту Смиљке Исаковић открили смо да овде имамо врхунског чембалисту, који може стајати уз бок највећим светским умјетницима на овом инструменту“. (Од-До)
- „Прва Дама чембала: Смиљка Исаковић потпуно заслужује славу која јој претходи: перфектна интерпретација комбинована са врло атрактивним сценским и визуелним наступом. Од првог момента освојила је аудиторијум.“ (Аустрија)
- „Шта би се после њеног солистичког концерта Моцарту у спомен, могло додати. Да истакне, можда, ону њену фанатичну преданост музици и оно стваралачко трагање за дубином Моцартове музичко-поетске мисли... Смиљка Исаковић је технички беспрекорно и музички надахнуто, истанчаним нервом расне чембалистице, проналазила одговарајућа решења и подвлачила карактеристичне изражајне нијансе.“ (Јединство, 1991)

## Дискографија
- LP - Музика XVII века (ПГП РТБ)
- LP - Музика на спинету (Југотон)
- LP - Скарлати/Солер (ПГП РТС)
- CD - Handel Concerto (Stradivari Classic, САД)
- CD - All stars go baroque (ПГП РТС)
- CD - Lady plays keyboards (ПГП РТС)
- CD - Fifty Celebrated Classics (Michelle Records, SAD)
- CD - The Magnificent Baroque (Michelle Records, SAD)
- VHS - Чембало у четири слике (ПГП РТС)